# Fimbristylis adjuncta
Fimbristylis adjuncta là loài thực vật có hoa trong họ Cói. Loài này được S.T.Blake mô tả khoa học đầu tiên năm 1947.